# Maulers (Oise)
Maulers település Franciaországban, Oise megyében. Lakosainak száma 341 fő (2022. január 1.). Maulers Abbeville-Saint-Lucien, Lachaussée-du-Bois-d’Écu, Luchy, Muidorge, La Neuville-Saint-Pierre és Noirémont községekkel határos.

## Népesség
A település népességének változása:
| Lakosok száma | 276  | 309  | 319  | 316  | 322  | 327  | 329  | 332  | 341  |
|               | 2013 | 2015 | 2016 | 2017 | 2018 | 2019 | 2020 | 2021 | 2022 |